# Amt Goldberg-Mildenitz
Het Amt Goldberg-Mildenitz is een samenwerkingsverband van 5 gemeenten in de Landkreis Ludwigslust-Parchim van de Duitse deelstaat Mecklenburg-Voor-Pommeren. De bestuurszetel bevindt zich in de stad Goldberg.

## Gemeenten
1. Dobbertin (1.106)
2. Goldberg, stad * (3.392)
3. Mestlin (755)
4. Neu Poserin (502)
5. Techentin (727)